# Nikolaos Makarezos
Nikolaos Makarezos (řecky Νικόλαος Μακαρέζος; * 1919 – 3. srpna 2009) byl řecký armádní velitel a jeden ze strůjců vojenského převratu, který svrhl vládu Panagiotise Kanellopulose a zavedl v zemi diktátorský režim řeckých plukovníků.
Narodil se roku 1919 ve vesnici Gravia ve Fókii. Poté, co se vyznamenal během bojů za druhé světové války, se seznámil s plukovníkem Georgiosem Papadopulosem a později také s brigádním generálem Stylianosem Pattakosem. Spolu tito tři muži během nestabilní politické situace v Řecku naplánovali ozbrojený převrat a 21. dubna 1967 svrhli vládu Panagiotise Kanellopulose.
Po většinu vlády řecké vojenské junty neboli řeckých plukovníků zastával Makarezos funkci místopředsedy vlády s odpovědností za ekonomiku státu. Po pádu režimu roku 1974 byl Makarezos odsouzen za vzpouru a velezradu k trestu smrti, ale rozsudek byl posléze zmírněn na doživotní vězení.
Od roku 1990 byl Makarezos z vězení kvůli špatnému zdravotnímu stavu propuštěn. Tvrdil, že litoval svých činů, avšak stále se pyšnil svými ekonomickými úspěchy dosaženými během sedmileté éry vojenského režimu.[zdroj?]
Zemřel 3. srpna 2009 ve věku 90 let. Zanechal po sobě manželku a dvě děti.